# Arthur Bartels (Mathematiker)
Arthur Clemens Bartels (* 12. Oktober 1971 in Tübingen) ist ein deutscher Mathematiker.
Bartels studierte nach dem Abitur in Wiesbaden und Zivildienst ab 1992 Mathematik an der Universität Mainz und der University of Manchester mit dem Diplom in Mainz 1997 bei Matthias Kreck (Morsetheorie und Faserbündel über dem Kreis). Er wurde 1999 bei Peter Teichner an der University of California, San Diego, promoviert (Link homotopy in codimension 2). Als Post-Doktorand war er an der Universität Münster, an der er sich 2005 habilitierte und Assistent war. 2007 wurde er Lecturer am Imperial College London und 2008 Professor an der Universität Münster.
Bartels befasst sich mit Topologie, unter anderem der Farrell-Jones-Vermutung über die algebraische Struktur der K- und L-Theorie von Gruppenringen, die er in Spezialfällen mit Kollegen bewies (Abbildungsklassengruppen mit Mladen Bestvina, hyperbolische Gruppen  und CAT(0)-Gruppen mit Wolfgang Lück und Holger Reich).
Er war eingeladener Sprecher auf dem Internationalen Mathematikerkongress in Rio de Janeiro 2018 (K-theory and actions on Euclidean retracts).

## Schriften
- mit Tom Farrell, Lowell Jones, Holger Reich: On the isomorphism conjecture in algebraic K-theory, Topology, Band 43, 2004, S. 157–213, Arxiv
- Topologische Starrheit und Gruppenringe, Mitteilungen DMV, Band 7, 2009, S. 76–83, pdf
- mit Mladen Bestvina: The Farrell-Jones Conjecture for mapping class groups, Arxiv
- mit Wolfgang Lück: The Borel Conjecture for hyperbolic and CAT(0)-groups, Annals of Mathematics, Band 175, 2012, S. 631–689, Arxiv
- On proofs of the Farrell-Jones conjecture, Arxiv 2012
- mit Wolfgang Lück, Holger Reich: On the Farrell-Jones Conjecture and its applications, Journal of Topology, Band 1, 2008, S. 57–86, Arxiv 2007
- mit Wolfgang Lück, Holger Reich: The K-theoretic Farrell-Jones Conjecture for hyperbolic groups, Inventiones Mathematicae, Band 172, 2008, S. 29–70, Arxiv 2007